# Non c'è futuro
Non c'è futuro il primo EP del rapper italiano Tony Boy, pubblicato il 7 giugno 2019 Ventidiciotto e Saifam.

## Tracce
1. Segreti – 3:22
2. Sincero – 2:54
3. Ossigeno – 3:22
4. Introverso – 1:21
5. Vuoto (feat. Dium) – 3:29
6. Suite – 3:16
7. Infinito – 2:28